# Grzymek
Grzymek – wieś sołecka w Polsce położona w województwie mazowieckim, w powiecie grodziskim, w gminie Żabia Wola.
Wieś zlokalizowana jest na terenie Wysoczyzny Rawskiej na Południowym Mazowszu. Grzymek powstał po reformie administracyjnej w zaborze rosyjskim w roku 1866. Wcześniej już istniał tu młyn, częściowo spalony i odbudowany w 1892 roku, korzystający z energii dostarczanej przez wody stawu na spiętrzonej rzece Pisia Tuczna. Stawy i młyn o nazwie Grzymek występowały już w XVIII wieku co można odczytać na mapach z tego okresu. Retencję wody uzyskano w prosty sposób poprzez usypanie grobli ziemnej i budowę drewnianego upustu ze stawidłami. Upust zlokalizowany był przy południowym brzegu zbiornika. Budowę stawu ułatwia konfiguracja terenu, gdyż młyn oddzielony jest od wsi pradoliną Pisi o znacznych jak na Mazowsze różnicy wysokości (4–8 m). Staw w okresie międzywojennym został rozbudowany poprzez powiększenie go od strony południowej.Wówczas to na zalewie pojawiła się wyspa Przyczółki upustu były częściowo murowane a elementy drewniane skręcano za pomocą śrub z czworokątnymi nakrętkami. Koło młyńskie (funkcjonujące do roku 1964) napędzała woda z jazu wykonanego z kamienia polnego zlokalizowanego, tak jak młyn w środkowej części grobli (w chwili obecnej znajduje się tam betonowy leżak). W okresie I wojny światowej przez wieś przetoczyły się wojska rosyjskie niemieckie i austriackie. Przed 1914 rokiem, również nad rzeką Pisia Tuczna, zlokalizowany był drugi staw, przy którym funkcjonował tartak (zachowały się drewniane słupy upustu zlokalizowane w tzw. cofce obecnego zalewu). Tartak przestał istnieć z chwilą wycięcia Puszczy Jaktorowskiej. Staw Grzymek, wczesną jesienią, był częściowo opróżniany z wody w celu dokonania napraw. W momencie spuszczania wody odławiano ryby, po które przyjeżdżali okoliczni handlarze Żydowscy. Jesienią 1939 roku przez wieś przetoczyły się niedobitki Armii Łódź rozbrajając się.Według niepotwierdzonych źródeł część uzbrojenia wrzucono do stawu. Przy rozwidleniu dróg do Kuklówki Zarzecznej i do wsi Oddział jesienią 1944 roku, okoliczna ludność została zmuszona przez wojska hitlerowskie do wykopania systemu okopów, przeznaczonych do obrony przed armią sowiecką. Okopy te są częściowo zachowane (2013). W 1945 roku przez wieś przetoczyły się pododdziały sowieckiej 61 Gwardyjskiej Armii Uderzeniowej rabując mieszkańców.
W latach 1975–1998 miejscowość administracyjnie należała do województwa skierniewickiego. Przed 1975 rokiem wieś należała do powiatu grodziskiego w województwie warszawskim. Wieś należy do parafii rzymskokatolickiej w Skułach.
Wspomniany wcześniej młyn wodny, wykonany był w konstrukcji wieńcowej. Część mieszkalna, jednokondygnacyjna, pobielona wapnem, pokryta była strzechą słomianą. Część gospodarcza, przebudowana po 1945 roku także była wykonana w konstrukcji wieńcowej. Posiadała dwie kondygnacje i dwuspadowy dach pokryty wiórkami osikowymi. Dach części mieszkalnej i gospodarczej były względem siebie prostopadłe. Młyn od zabudowań gospodarczych oddzielała droga prowadząca ze wsi Grzymek do wsi Kuklówka. Z zabudowań gospodarczych zachowała się ceglana obora sprzed 1914 roku. Zabudowania młyńskie należały do rodziny Wasilewskich i jako młyn wodny funkcjonował do lata 1964 roku. Według przekazów ustnych w młynie funkcjonowała mała prądnica napędzana kołem młyńskim. W wyniku zakazu remontu, wydanego właścicielowi, Wacławowi Wasilewskiemu, przez władze administracyjne PRL, w ramach restrykcji wobec nie upaństwowionego rolnictwa, nastąpiło przerwanie grobli i zniszczenie retencji. Młyn funkcjonował dalej jako elektryczny co w znacznym stopniu zubożyło właścicieli. W połowie lat 70. XX wieku teren stawu został zakupiony przez Stołeczne Przedsiębiorstwo Energetyki Cieplnej, które odbudowało zbiornik retencyjny o pojemności 50 tys. m³, stosując system składający się z żelbetowego stojaka, żelbetowego dwukanałowego leżaka i trzech żelbetowych otworów przelewowych. Jesienią 1982 roku nastąpiło napełnienie zbiornika wodą. Niestety podczas budowy zalewu rozebrano stary młyn a dawni właściciele wybudowali nowy dom lokalizując młyn elektryczny we wspomnianej wcześniej ceglanej oborze. Powstał też ośrodek wypoczynkowy. W 2012 roku SPEC został wykupiony przez firmę Dalkia. W roku 2012 nastąpiło spuszczenie wody i ponowne napełnienie zbiornika. W rzece Pisia Tuczna można zaobserwować bobry, czaplę, sporą liczbę zimujących kaczek. We wsi zaobserwowano też borsuka, sarny i dziki. Wieś po roku 1945 jest systematycznie zadrzewiana. Początkowo, niskiej jakości gleby obsadzano sosną w celu uniknięcia wysokiego podatku jaki nakładały władze PRL na gospodarstwa prywatne. W chwili obecnej następuje samoistne zalesianie spowodowane zaprzestaniem upraw. Od połowy lat 70. XX wieku wieś przekształca się w miejscowość rekreacyjną z sukcesywnie zanikająca funkcją rolniczą. Wieś zlokalizowana jest niedaleko drogi ekspresowej S8 i graniczy z wsiami Adamów, Krze Duże i Oddział.